# Jugoslawische Eishockeyliga 1952/53
Die Saison 1952/53 war die elfte Spielzeit der jugoslawischen Eishockeyliga, der höchsten jugoslawischen Eishockeyspielklasse. Meister wurde zum insgesamt vierten Mal in der Vereinsgeschichte der HK Partizan Belgrad.

## Endplatzierungen
1. HK Partizan Belgrad
2. S.D. Zagreb
3. KHL Mladost Zagreb
4. HK Ljubljana
5. HK Gregorič Jesenice
6. HK Spartak Subotica
7. HK Kladivar Celje
8. HK Segesta Sisak
9. HK Papirničar Vevče
10. HK Partizan Brežice
11. BSK Bělehrad